# Martin Kiefer

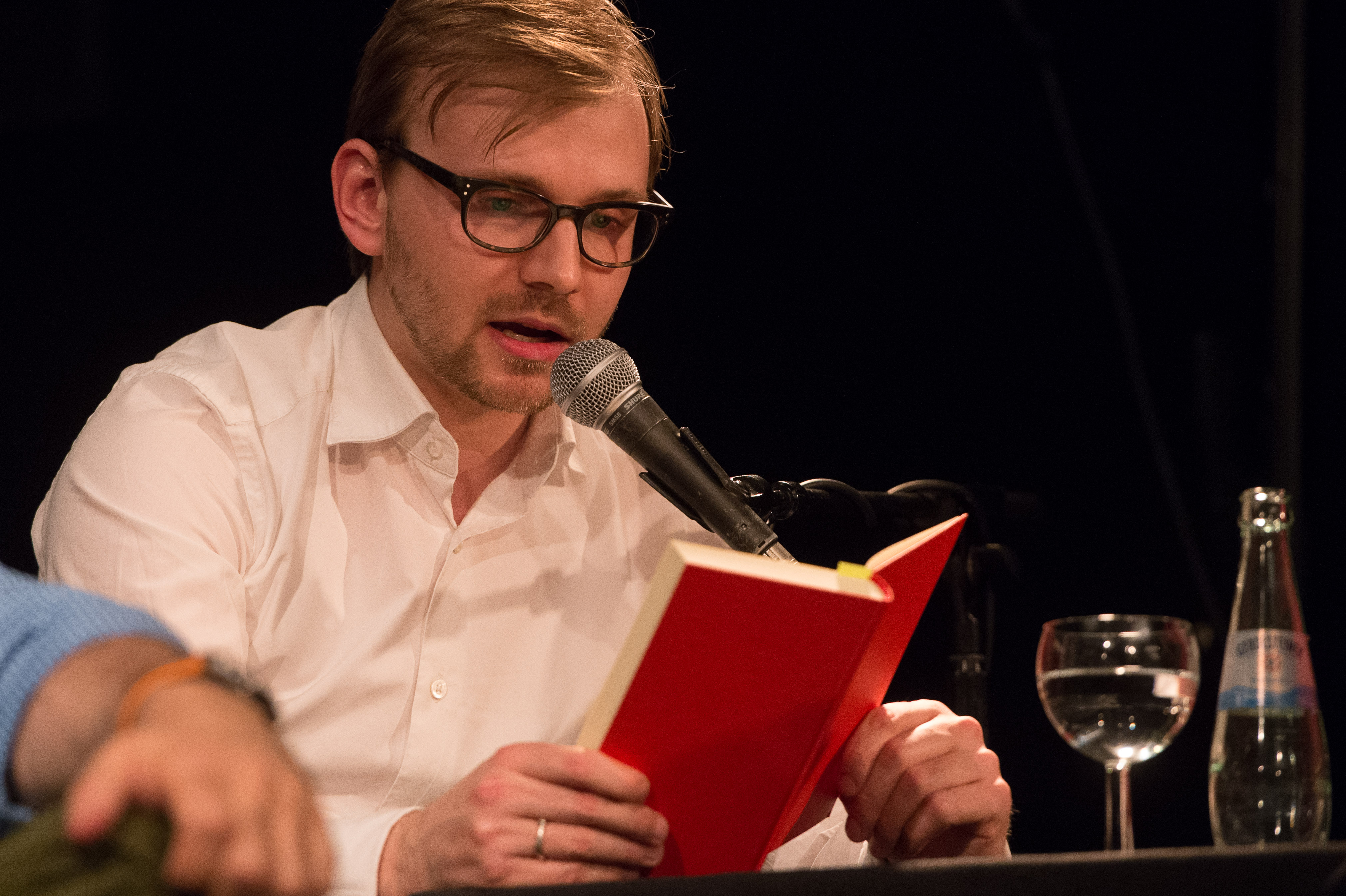
Martin Kiefer, 2014

Martin Kiefer (* 17. Oktober 1983 in Meerane) ist ein deutscher Filmschauspieler und Mitglied der deutschen Filmakademie.
Martin Kiefer ist ein schauspielerischer Autodidakt. Bereits mit 13 Jahren spielte er für das Fernsehen in der bekannten Serie Die Pfefferkörner seine erste Gastrolle. Später trat er im Großstadtrevier Girlie Gang und im Tatort Kalte Wut auf. In seiner ersten Kinohauptrolle Kiss and Run spielte er 2002 an der Seite von Ken Duken Leo, einen großmäuligen Möchtegern-Casanova. Für seine erste Fernseh-Hauptrolle als Jack Heck in „In einer Nacht wie dieser“, wurde er für den Förderpreis Neues Deutsches Kino 2003 in der Kategorie Schauspiel nominiert.
Seit Februar 2010 ist Kiefer mit der luxemburgischen Theater, Film- und Fernsehschauspielerin Anne Victoire Metzler liiert. Sie leben zusammen in Berlin und haben einen gemeinsamen Sohn.
Weiterhin war Kiefer Hauptdarsteller an der Seite von Alice Dwyer, August Diehl, Herbert Knaup und Devid Striesow in Hans-Christian Schmids Episodenfilm Lichter, der 2003 den Deutschen Filmpreis in Silber gewann.
In Unterwegs spielte Kiefer Marco, einen undurchsichtigen Fremden, der ein junges Paar auf einer Reise an die polnische Ostseekürste begleitet. Im Jahr 2006 folgte die vierte erfolgreiche Zusammenarbeit im Hotel Paradijs mit dem Regisseur und Autor Jan Krüger, der für seinen Kurzfilm „Freunde – The Whiz Kids“ den silbernen Löwen 2001 gewann, in dem Kiefer den homosexuellen Vorstadt-Teenager Johannes spielt.
Martin Kiefer war seit 2007 in folgenden Kino- und Fernsehfilmen zu sehen: Sieben Tage Sonntag mit Ludwig Trepte, Sklaven und Herren (2008), Picco (2010) mit Frederick Lau. In Saarbrücken drehte er 2011 den von Oscar-Preisträger Jochen Alexander Freydank inszenierten Tatort: Heimatfront, an der Seite von Friedrich Mücke und Manuel Andrack. 2014 und 2015 spielte Kiefer erneut an der Seite von Friedrich Mücke sowie Max Mauff, Antje Traue und Gudrun Landgrebe in der TV – Serie Weinberg den Kommissar Maik Brehme, der einem Mord im Ahrtal nachgeht. Regie für Weinberg führten Till Franzen und Jan Martin Scharf, Scharf bekam 2016 zusammen mit seinem Autoren-Kollegen Arne Nolting den Grimme-Preis 2016. Ebenfalls 2015 drehte Kiefer mit dem Grimme-Preisträger Florian Schwarz den Fernsehfilm Das weiße Kaninchen. 2017 stand Kiefer gemeinsam mit Jonathan Rhys Meyers für 12th man von Harald Zwart in Norwegen vor der Kamera.
2020 spielte Martin Kiefer in "Munich - The Edge of War" von Christian Schochow, Heinrich Himmler an der Seite von Jeremy Irons, George MacKay, Jannis Niewöhner, Liv Lisa Fries und Sandra Hüller.

## Filmografie
- 1998: Die Pfefferkörner, TV-Serie, Regie: Matthias Steurer
- 2000: Is gut jetzt, Kurzfilm, Regie: Frank Nesemann
- 2001: Tatort – Kalte Wut, Regie: Thorsten Näter
- 2001: Freunde – The Whiz Kids, Kurzfilm, Regie: Jan Krüger
- 2002: Kiss and Run Kinospielfilm, Regie: Annette Ernst
- 2002: Lichter, Kinospielfilm, Regie: Hans-Christian Schmid
- 2002: Geld macht sexy, TV-Film, Regie: Anne Høegh Krohn
- 2002: In einer Nacht wie dieser, TV-Film, Regie: Susanne Schneider
- 2002: Verschwende Deine Jugend, Kinospielfilm, Regie: Benjamin Quabeck
- 2002: Die Pfefferkörner, TV-Serie, Regie: Klaus Wirbitzky
- 2003: Sehnsucht nach Liebe, TV-Film, Regie: Erwin Keusch
- 2003: Unterwegs, Kinospielfilm, Regie: Jan Krüger
- 2005: Bella Block: Die Frau des Teppichlegers, TV-Film, Regie: Kai Wessel
- 2005: Tatort – Dunkle Wege, TV-Reihe, Regie: Christiane Balthasar
- 2005: Prinzessin, Kinospielfilm, Regie: Birgit Großkopf
- 2005: Notinsel e. V. – Hänsel und Gretel Werbefilm, Regie: Niels Laupert
- 2005: Tango Apasionada, Kurzfilm, Regie: Jan Krüger
- 2005: Paulas Geheimnis, Kinospielfilm, Regie: Gernot Krää
- 2006: Brennendes Herz, TV-Film, Regie: Manfred Stelzer
- 2006: Das leichte Leben, Kurzfilm, Regie: Christina Schiewe
- 2007: Sieben Tage Sonntag, Kinospielfilm, Regie: Niels Laupert
- 2007: Rosa Roth – Der Fall des Jochen B., TV-Film, Regie: Carlo Rola
- 2007: Ein freier Tag, Kurzfilm, Regie: Judith Beuth
- 2007: Lea, Kurzfilm, Regie: Steffi Niederzoll
- 2008: Tatort – Verdammt TV-Reihe, Maris Pfeiffer
- 2008: Schläft ein Lied in allen Dingen, Kinospielfilm, Regie: Andreas Struck
- 2008: KDD – Kriminaldauerdienst, TV-Serie, Regie: Züli Aladağ
- 2008: Sklaven und Herren, TV-Film, Regie: Stefan Kornatz
- 2009: Picco, Kinospielfilm, Regie: Philip Koch
- 2010: Ein Fall für zwei, TV-Serie, Regie: Michael Kreindl
- 2010: SOKO Leipzig, TV-Serie, Regie: Maris Pfeiffer
- 2010: Tatort – Heimatfront, TV-Reihe, Regie: Jochen Alexander Freydank
- 2011: SOKO Köln, TV-Serie, Regie: Manuel Flurin Hendry
- 2012: Mordkommission Istanbul: Blutsbande, TV-Film, Regie: Michael Kreindl
- 2012: Tatort – Es ist böse, Regie: Stefan Kornatz
- 2013: Notruf Hafenkante – Retter in der Not, TV-Serie, Regie: Samira Radsi
- 2014: Großstadtrevier, TV-Serie, Regie: Till Franzen
- 2014: SOKO 5113, TV-Serie, Regie: Michael Wenning
- 2014: Weinberg, TV-Serie, Regie: Till Franzen (drei Folgen)
- 2015: Weinberg, TV-Serie, Regie: Jan Martin Scharf (zwei Folgen)
- 2016: Das weiße Kaninchen, TV-Film, Regie: Florian Schwarz
- 2017: Soko Wismar, TV-Serie, Regie: Sascha Thiel
- 2017: The 12th Man – Kampf ums Überleben, Kinospielfilm, Regie Harald Zwart
- 2018: Amokspiel, TV-Film, Regie: Oliver Schmitz
- 2018: Notruf Hafenkante – Einsame Entscheidung, TV-Serie, Regie: Dietmar Klein
- 2019: Zwischen uns die Mauer, Kinospielfilm, Regie: Norbert Lechner
- 2020: SOKO Stuttgart - Kranke Liebe, TV-Serie, Regie: Patrick Winczewski
- 2021: München – Im Angesicht des Krieges (Munich: The Edge of War)
- 2022: ALICE (Alice) - Regie: Nicole Weegman